# Sarkidiornis melanotos
L'oca bernoccoluta,  anche anatra bernoccoluta, oca dal bernoccolo o  oca dal pettine,  (Sarkidiornis melanotos (Pennant, 1769)) è un uccello della famiglia degli Anatidi.

## Distribuzione e habitat
La specie è diffusa dall'Africa subsahariana e dal Madagascar sino all'India e all'Indocina.